# 纳塔利娅·马利谢夫斯卡
纳塔利娅·马利谢夫斯卡（波蘭語：Natalia Maliszewska，1995年9月16日—）生于波德拉谢省比亚韦斯托克，是一名波兰女子短道速滑运动员。她的姐姐帕特里齐娅（Patrycja Maliszewska）同样也是一名短道速滑选手，她也为了跟随姐姐的脚步而在2007年开始练习短道速滑。2015年，她在加拿大蒙特利尔举行的世界杯分站赛中获得女子500米第二名，成为历史上首位在短道速滑世界杯分站赛当中获得奖牌的波兰运动员。2018年3月，她在同样在加拿大蒙特利尔举办的世界短道速滑锦标赛上获得女子500米银牌，成为历史上首位获得世界短道速滑锦标赛奖牌的波兰运动员。